# Justin Reyes
Justin Reyes (Haverhill, 16 marzo 1995) è un cestista statunitense con cittadinanza portoricana.

## Carriera
Frequenta il St. Thomas Aquinas College. Da senior chiude a 22.2 punti tirando con il 30% da 3, 10 rimbalzi e 2 rimbalzi di media a partita.
Nel 2018-2019 fa il suo esordio nei Salt Lake City Stars in G League, dove disputa 33 partite con una media di 7.42 punti.
Finisce la stagione nel campionato portoricano. Con la nazionale portoricana ha disputato i Giochi panamericani del 2019, conclusi al secondo posto finale.
L'anno successivo, dopo un inizio in G League (Raptors 905 - 24 partite con una media di 5.38 punti), torna in Porto Rico agli Indios de Mayagüez, squadra per la quale gioca anche nel 2021 dopo una parentesi nel campionato della Repubblica Dominicana.
L'inizio della stagione 2021-2021 lo trascorre in G League con la maglia dei Capitanes de Cuidad de México, 17 presenze, 14.6 punti (40% da 3) e oltre 4 rimbalzi di media.
Il 13 gennaio 2022 firma per la Pallacanestro Varese (Lega Basket Serie A).
Il 15 febbraio 2023 gioca con la Pallacanestro Varese alle Final Eight di Coppa Italia a Torino.
L'11 agosto del 2023 firma per la Pallacanestro Trieste un contratto fino al 30 giugno 2024, dopo aver militato l'ultimo anno e mezzo con ottimi risultati alla Pallacanestro Varese.

## Palmarès

### Individuale
- Rookie of the year Baloncesto Superior Nacional: 1

2019